# Cratichneumon viator
Cratichneumon viator là một loài tò vò trong họ Ichneumonidae.